# Karin Møller
Karin Møller Thomsen (f. 1950) er en tidligere dansk atlet (kapgang) som gik for Sdr. Omme IF og satte tre verdensrekorder. Hendes bedste internationale resultat er en niendeplads i IAAF World Race Walking Cup som afgjordes i Le Grand-Quevilly, Frankrig i 1975.

## Danske mesterskaber
Denne liste er ufuldstændig; hjælp gerne med at udfylde den.
5.000 meter:
- Guld 1977
- Guld 1976
- Guld 1975
- Guld 1974
- Guld 1973
- Guld 1971
- Guld 1970
- Guld 1969
- Guld 1968

10.000 meter/10km:
- Guld 1977
- Guld 1976
- Guld 1975
- Guld 1974
- Guld 1973
- Guld 1971
- Guld 1970
- Guld 1969
- Guld 1968
- Guld 1966

## Verdensrekorder
- 15.000 meter bane: 1:27.03,0 Sdr. Omme 20. oktober 1973 (slået ?)
- 20.000 meter bane: 1:57.06,2 Sdr. Omme 20. oktober 1973 (slået ?)
- 20 km landevej: 1:53.46 Valby 27. oktober 1968 (slået 12. oktober 1969)

## Personlige rekorder
- 5 km: 25.34 1974
- 10 km: 54:16,4 1977
- 20 km: 1:53,46 1968